# ROCS Tzu I
Le ROCS Tzu I (en chinois traditionnel : 子儀 ; pinyin : Zi Yí) est une frégate de classe Cheng Kung de la Marine de la république de Chine.

## Caractéristiques
Le Tzu I est de classe Cheng Kung (virtuellement identique à la classe Oliver Hazard Perry de l'US Navy), soit un navire chargé des missions de reconnaissance et d'entraînement au combat.

## Construction
Le Tzu I est le cinquième exemplaire de la commande initiale de huit frégates de classe Cheng Kung, formalisée le 8 mai 1989.
Il a été réalisé dans un des chantiers navals de la société CSBC Corporation à partir du 7 août 1994, pour un lancement en juillet 1995 et une mise en service en janvier 1997,.
Les sept premières frégates portent toutes le nom de généraux et guerriers chinois ; le Tzu I doit son nom à Guo Ziyi, général du VIIIe siècle.

## Utilisation
Il est stationné à la base navale de Zuoying.